# Phare des Monts Déserts
Le phare des Monts Déserts (en anglais : Mount Desert Light) est un phare actif situé sur une petite île au sud de l'île des Monts Déserts, dans le comté de Hancock (État du Maine).
Il est inscrit au Registre national des lieux historiques depuis le 14 mars 1988 .

## Histoire
Le premier phare a été mis en service en 1830. Le phare actuel date de 1847. Sa structure conique en granit faisait partie d'une série de phares du Maine conçus par l'architecte Alexander Parris (en). Un clocher et une cloche de brume ont été ajoutés en 1858, de même qu'une nouvelle lanterne avec une lentille de Fresnel du 3e ordre. La cloche de brume d'origine a été remplacée par un sifflet à vapeur en 1889. La maison du gardien actuel a été construite en 1892. La station a été électrifiée en 1931 et automatisée en 1977, période au cours de laquelle la lanterne a été retirée et l'objectif remplacé par une aéro-balise. En 1985, une réplique de la lanterne a été installée et en 1995, l'aéro-balise est remplacée par un système de phare VRB-25 (en). En 2018, elle a été remplacée par un VLB-44.
La station a été transférée en 1998 au College of the Atlantic (en) à Bar Harbor dans le cadre du Programme Maine Lights. Il est utilisé comme station de recherche en écologie, principalement connu pour ses travaux sur le rorqual commun et la baleine à bosse.
La station est à la fois plus au large et plus exposée que tout autre phare de la côte est. Il a été gravement endommagé par l' ouragan Daisy (1962) et l'ouragan Bill (2009). En août 2009, le hangar à bateaux a été emporté, deux murs du groupe électrogène ont été déchirés et tout le mobilier et l'équipement situés au premier étage de la maison du gardien de phare ont été détruits lorsqu'il a été inondé presque jusqu'au plafond. La station de recherche du collège a ensuite été fermée jusqu'en août 2010.

## Description
Le phare  est une tour cylindrique en granit, avec une galerie et une lanterne octogonale de 17,5 m de haut. La tour est non peinte et la lanterne est noire. feu isophase Il émet, à une hauteur focale de 23 m, un éclat blanc de 0,6 seconde par période de 15 secondes. Sa portée est de 20 milles nautiques (environ 37 km).
Il est équipé d'une corne de brume émettant deux blasts par période de 30 secondes.

## Caractéristiques dufeu maritime
Fréquence : 15 secondes (W)
- Lumière : 1,5 seconde
- Obscurité : 13,5 secondes

Identifiant : ARLHS : USA-516 ; USCG : 1-0005 - Amirauté : J0048.

### Lien connexe
- Liste des phares du Maine